# Финтинеле (Галац)
Финтинеле (рум. Fântânele) — село у повіті Галац в Румунії. Входить до складу комуни Скинтеєшть.
Село розташоване на відстані 205 км на північний схід від Бухареста, 30 км на північ від Галаца.

## Населення
За даними перепису населення 2002 року у селі проживали 1692 особи, з них 1691 особа (99,9%) румунів. Усі жителі села рідною мовою назвали румунську.